# Ани-манга
Кинокомикс (яп. フィルムコミック фируму комикку), или аниме-комикс (яп. アニメコミックス анимэ комиккусу), известные так же как аниманга или фильм-комикс — комикс, при создании которого используются кадры из фильма или мультфильма/аниме вместо обычных рисованных панелей. Обычно полностью повторяет сюжет и диалоги оригинального произведения. Как правило, выпускается в книжном формате, но иногда и в электронном виде. В последнем случае называются е-манга, электронная манга.

Обложка ани-манги Di Gi Charat

Подобные кинокомиксы используют многие компании, например, Disney, а в основе может лежать даже фильм с живыми актёрами.
Компании Tokyopop и Viz используют для обозначения таких комиксов термины cine-manga и ani-manga соответственно. Некоторые кинокомиксы продавались тиражом более 500 000 экземпляров.